# Agricultura de subsistència

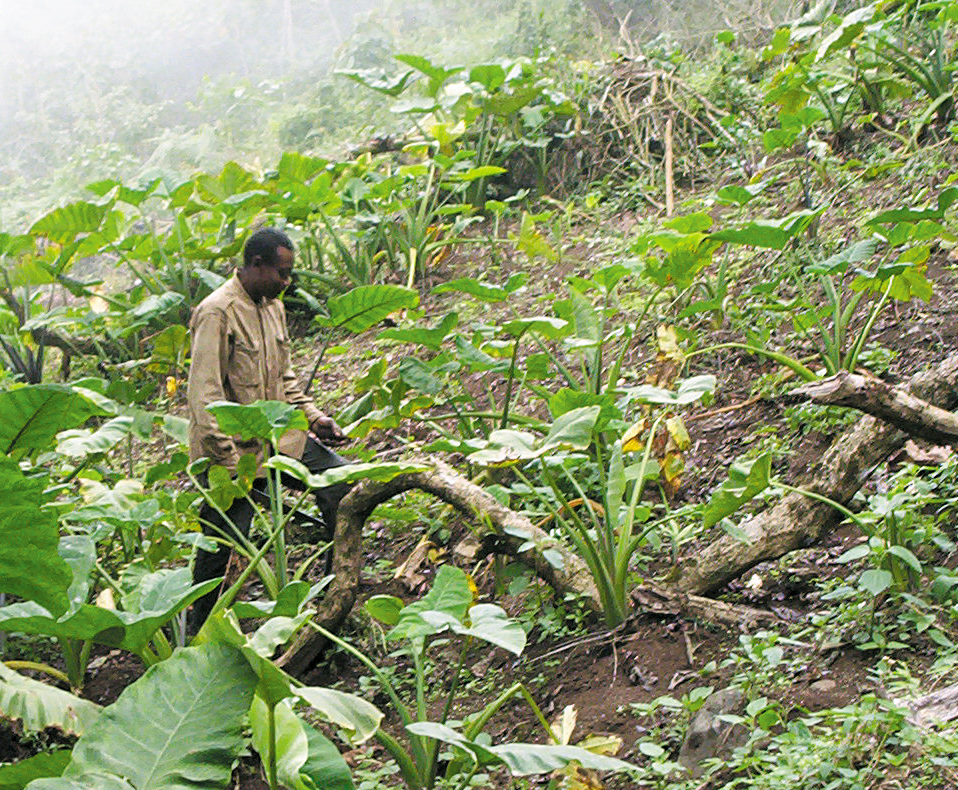
Pagès del Camerun, que practica l'agricultura de subsistència.

L'agricultura de subsistència és un sistema d'agricultura en el qual la producció que s'obté d'una superfície serveix només per al consum propi dels pobladors i treballadors de la zona.
L'agricultura de subsistència no disposa pràcticament de producció excedent que es pugui comercialitzar i, per tant, no hi ha possibilitat d'acumular capital ni d'adquirir subministraments que puguin fer evolucionar el sistema. La superfície mínima per a mantenir una família depèn de factors climàtics, edafològics i de la mena de conreu que es fa. Normalment aquesta agricultura es posa en pràctica en els països poc desenvolupats.

## Aspectes tècnics
En àrees de selva tropical sovint es crema la vegetació espontània i se sembra sobre les cendres. Aquesta pràctica pot provocar l'erosió i destrucció del sòl i impedir la reforestació natural.
Les comunitats que practiquen aquest tipus d'agricultura produeixen per a elles mateixes les llavors que, a banda de ser un patrimoni genètic de gran importància, resulten ser més rústegues que les varietats millorades comercials i poden obtenir una collita en situacions adverses.
El sistema és tan fràgil i els rendiments tan baixos que una sèrie de males collites poden portar a una fam generalitzada.
La mà d'obra és pràcticament l'únic sistema utilitzat, que inclou dones i nens que no reben l'educació, que els podria fer sortir d'aquest cicle econòmic.

## Història
L'agricultura de subsistència va ser la manera de producció dominant al món fins fa poc, quan es va generalitzar el capitalisme de mercat.
L'agricultura de subsistència havia desaparegut sobre manera a Europa al començament de la Primera Guerra Mundial i a Amèrica del Nord amb el moviment de masovers i agricultors arrendataris del sud i el mig oest dels Estats Units durant les dècades de 1930 i 1940. A Europa central i oriental, l'agricultura de subsistència i semisubsistència va reaparèixer dins de l'economia en transició des d'aproximadament 1990, però va disminuir en importància (o va desaparèixer) a la majoria dels països amb l'adhesió a la UE el 2004 o 2007.

## Pràctiques contemporànies
L'agricultura de subsistència continua avui a gran part de les zones rurals d'Àfrica i parts d'Àsia i Amèrica Llatina. El 2015, al voltant de 2.000 milions de persones (una mica més del 25% de la població mundial) en 500 milions de llars que viuen en àrees rurals de països en desenvolupament sobreviuen com a "petits agricultors", treballant menys de 2 hectàrees de terra. Al voltant del 98% dels agricultors de la Xina treballen a petites granges, i la Xina representa al voltant de la meitat del total de granges del món. A l'Índia, el 80% del total d'agricultors són agricultors petits; Etiòpia i Àsia tenen gairebé el 90% sent petits agricultors; mentre que Mèxic i Brasil van registrar tenir 50% i 20% també sent petits agricultors.
Les àrees on l'agricultura de subsistència es practica sobre manera actualment, com l'Índia i altres regions d'Àsia, han experimentat un declivi recent a la pràctica. Això és degut a processos com la urbanització, la transformació de la terra en àrees rurals i la integració de formes capitalistes d'agricultura. A l'Índia, l'augment de la industrialització i la disminució de l'agricultura rural ha portat la desocupació rural i l'augment de la pobresa de les persones que pertanyen als grups de castes inferiors. Aquells que poden viure i treballar en àrees urbanitzades poden augmentar els ingressos, mentre que aquells que romanen en àrees rurals pateixen grans disminucions, raó per la qual no hi va haver una gran disminució de la pobresa. Això amplia efectivament la bretxa d'ingressos entre les castes inferiors i superiors i fa que sigui més difícil per als habitants de les zones rurals ascendir en la classificació de castes. Aquesta era ha marcat una època d'augment dels suïcidis d'agricultors i el “poble que desapareix”.

### Adaptació al canvi climàtic
La major part de l'agricultura de subsistència es practica a països en desenvolupament ubicats en climes tropicals. Els efectes sobre la producció de cultius provocats pel canvi climàtic seran més intensos en aquestes regions, ja que les temperatures extremes estan lligades a rendiments de cultius més baixos. Els agricultors s'han vist obligats a respondre a l'augment de les temperatures mitjançant mesures com l'augment de la terra i la mà d'obra que amenacen la productivitat a llarg termini. Les mesures de supervivència en resposta a climes variables poden incloure la reducció del consum diari d'aliments i la venda de bestiar per compensar la disminució de la productivitat. Aquestes respostes sovint amenacen el futur de les granges familiars en les temporades següents, ja que molts agricultors vendran animals de tir utilitzats com a mà d'obra i també consumiran llavors guardades per a la sembra. És difícil determinar la magnitud total dels impactes futurs del canvi climàtic, ja que les petites explotacions agrícoles són sistemes complexos amb moltes interaccions diferents. En diferents llocs tenen diferents estratègies d'adaptació a la seva disposició, com la substitució de cultius i bestiar. Les taxes de producció de cultius de cereals, com el blat, la civada i el blat de moro, han disminuït en gran part a causa dels efectes de la calor a la fertilitat dels cultius. Això ha obligat molts agricultors a canviar cultius més tolerants a la calor per mantenir els nivells de productivitat. La substitució de cultius per alternatives tolerants a la calor limita la diversitat general de cultius que es cultiven en finques de petits agricultors. Atès que molts agricultors cultiven per satisfer les necessitats alimentàries diàries, això pot tenir un impacte negatiu en la nutrició i la dieta de moltes famílies que practiquen l'agricultura de subsistència.

## Tipus d'agricultura de subsistència

### Agricultura migratòria
En aquest tipus d'agricultura, s'aclareix un tros de terra forestal mitjançant una combinació de tala (tala) i crema, i es conreen cultius. Després de 2 a 3 anys, la fertilitat del sòl comença a declinar, la terra s'abandona i el pagès es trasllada a netejar una nova parcel·la de terra en una altra part del bosc a mesura que continua el procés. Mentre la terra es deixa en guaret, el bosc torna a créixer a l'àrea clar i es restaura la fertilitat del sòl i la biomassa (energia) biomassa. Després d'una dècada o més, el pagès pot tornar a la primera parcel·la de terra. Aquesta forma d'agricultura és sostenible en densitats de població baixes, però les càrregues de població més altes requereixen un desmunt més freqüent, cosa que evita que es recuperi la fertilitat del sòl, obre més el dosser del bosc i fomenta el matoll a costa dels arbres grans, cosa que finalment dona com a resultat la desforestació i l'erosió. L'agricultura migratòria es diu dredd a l'Índia, ladang a Indonèsia, milpa a Centreamèrica i Mèxic i jhumming al nord-est de l'Índia.

### Agricultura primitiva
Si bé la tècnica de "tala i crema" pot descriure el mètode per obrir noves terres, comunament els agricultors en qüestió tenen en existència alhora camps més petits, de vegades simplement jardins, prop de la finca allà on practiquen intensiu "no migratori" tècniques fins a l'escassetat de camps on puguin emprar "tala i crema" per netejar la terra i (mitjançant la crema) proporcionar fertilitzant (cendra). Aquests jardins a prop de la granja sovint reben deixalles domèstiques, i els fems de qualsevol llar, pollastres o cabres es llança inicialment en piles d'adob només per treure'ls del camí. No obstant això, aquests agricultors sovint reconeixen el valor d'aquest abonament i l'apliquen amb regularitat als seus camps més petits. També poden regar part d'aquests camps si són a prop d'una font d'aigua.
En algunes àrees d'Àfrica tropical, almenys, aquests camps més petits poden ser aquells en què els cultius es cultiven en llits elevats. Per tant, els agricultors que practiquen l'agricultura de “tala i crema” solen ser agricultors molt més sofisticats del que suggereix el terme agricultors de subsistència de “tala i crema”.

### Pastoreig nòmada
En aquest tipus d'agricultura la gent migra juntament amb els seus animals d'un lloc a un altre a la recerca de farratge per als seus animals. Generalment crien bestiar boví, oví, cabrum, camell i/o yaks per obtenir llet, pell, carn i llana. Aquesta forma de vida és comuna a parts del centre i oest d'Àsia, Índia, est i sud-oest d'Àfrica i nord d'Euràsia. Alguns exemples són els nòmades Bhotiyas i Gujjars de l'Himàlaia. Porten les seves pertinences, com carpes, etc., a lloms de rucs, cavalls i camells. En regions muntanyenques, com el Tibet i els Andes, es crien yaks i llames. Els rens són el bestiar a les àrees àrtiques i subàrtiques. Les ovelles, les cabres i els camells són animals comuns, i el bestiar boví i els cavalls també són importants.

### Agricultura intensiva de subsistència
A l'agricultura intensiva de subsistència, l'agricultor cultiva una petita parcel·la de terra utilitzant eines simples i més mà d'obra. Clima amb gran quantitat de dies amb sol i terres fèrtils, permet el cultiu de més d'un cultiu a l'any a la mateixa parcel·la. Els agricultors utilitzen les seves petites propietats per produir prou per al consum local, mentre que els altres productes s'utilitzen per intercanviar-los per altres béns. Dona com a resultat que es produeixi molt més menjar per unitat de superfície en comparació amb altres patrons de subsistència. En la situació més intensiva, els agricultors poden fins i tot crear terrasses al llarg de vessants costeruts per cultivar arrossars. Aquests camps es troben en parts d'Àsia densament poblades, arrossars en terrasses de les serralades com a Filipines. També poden intensificar-se mitjançant l'ús de fems, reg artificial i deixalles animals com fertilitzant. L'agricultura intensiva de subsistència preval a les àrees densament poblades de les regions monsòniques del sud, sud-oest i sud-est d'Àsia.

## Solucions
Les mesures correctores han de tenir en compte la globalitat del problema, que té aspectes culturals, econòmics i socials. Per tal de no fracassar, cal no centrar-se únicament en una reforma de les infraestructures agràries, com ara incrementar regadius o facilitar maquinària agrícola.
La generalització de l'educació, les reformes socials i agràries i els ajuts econòmics en forma de microcrèdits concedits a homes i dones amb projectes viables (dins i fora de l'agricultura) podrien ser unes bones opcions de canvi.

## Per a més informació
- Charles Sellers (1991). The Market Revolution: Jacksonian America, 1815–1846. New York: Oxford University Press. (anglès)
- Sir Albert Howard (1943). An Agricultural Testament. Oxford University Press. (anglès)
- Tony Waters (2010). "Farmer Power: The continuing confrontation between subsistence farmers and development bureaucrats"/ (anglès)
- Marvin P Miracle (May 1968). "Subsistence Agriculture: Analytical Problems and Alternative Concepts“, American Journal of Agricultural Economics, pp. 292–310. (anglès)